# Francesco Rier
Francesco Rier, connu également sous le nom de Franco Rier (né le 2 décembre 1908 à Rovereto dans la province de Trente et mort en 1991 dans la même ville) est footballeur italien, qui évoluait au poste de milieu de terrain.

## Biographie
Rier joue au milieu de terrain, tout d'abord en Italie, à Brescia, à Rovereto, à Modène, à la Lazio, et à la Juventus, ou il remporte un scudetto en 1931 (jouant son premier match avec la Juve le 28 septembre 1930 lors d'une victoire 4-1 sur Pro Patria).
Il rejoint ensuite la France, pour jouer avec l'OGC Nice, avant de rentrer au pays à Brescia, son premier club. Il termine enfin sa carrière à Palerme puis dans un club qu'il connaît déjà pour y avoir joué, Rovereto (équipe de sa ville natale).

## Palmarès
Juventus
- Championnat d'Italie (1) :
  - Champion : 1930-31.